# Omakase Guardian
Singles de Guardians 4
School Days
(2009)
Singles par Shugo Chara Egg!
Shugo Shugo!
(2009)
Omakase Guardian (おまかせ♪ガーディアン) est le premier single du groupe de J-pop Guardians 4, sorti le 25 février 2009 au Japon sur le label Pony Canyon.
Il atteint la 18e place du classement Oricon. Sortent aussi une édition limitée du single avec un DVD bonus, et une version "Single V" (vidéo) deux semaines plus tard. La chanson-titre sert de générique d'ouverture à la série anime Shugo Chara (2e saison : Shugo Chara!! Doki), et figurera d'abord sur la compilation de fin d'année du Hello! Project Petit Best 10. En plus de la "face B" Summer Has Come!, le single contient une deuxième version de la chanson-titre, interprétée par l'autre groupe créé précédemment pour la série : Shugo Chara Egg!. Les deux versions figureront sur la compilation Shugo Chara! Song Best qui sortira en 2010.

## Liste des titres
CD Single
1. Omakase Guardian (おまかせ♪ガーディアン?)
2. Omakase Guardian (Shugo Chara Egg! Version) (しゅごキャラエッグ! Version?)
3. Summer Has Come!
4. Omakase Guardian (Instrumental)
5. Summer Has Come! (Instrumental)

DVD de l'édition limitée
1. Jacket Making of (ジャケット撮影メイキング?)

Single V
1. Omakase Guardian (Music Clip)
2. Omakase Guardian (Close Up Version)
3. Omakase Guardian (Dance Shot Version)
4. PV Making of (PV撮影メイキング?)